# Sigma brève
Cette page contient des caractères spéciaux ou non latins. S’ils s’affichent mal (▯, ?, etc.), consultez la page d’aide Unicode.
Le sigma brève, σ̆, est une lettre grecque additionnelle utilisée dans l’écriture du grec chypriote par certains auteurs.

## Utilisation
Dans l’écriture du grec chypriote, le sigma brève ‹ σ̆ ›,, ou parfois plutôt sigma caron ‹ σ̌ ›, est utilisé pour représenter une consonne fricative palato-alvéolaire sourde [ʃ].